# Efraim Alexander
Efraim Alexander var en fiktiv figur påhittad av Sven Jerring, som förekom i radioprogrammet Barnens brevlåda. 

## Bakgrund
Den 2 oktober 1925 framträdde Efraim första gången. Han var påhittad av Sven Jerring, som i en barnbrevlåda ville skylla ifrån sig för att han hade lämnat ett brev obesvarat. I programmet berättade han att hans late betjänt Efraim Alexander hade låtit bli att sprätta upp just det brevet.
För att låta Efraim tala i radio fick Farbror Sven lov att förvränga sin egen röst. Han talade lägre och närmare mikrofonen och med utpräglad och komisk östgötadialekt. Efraim Alexander blev genast oerhört populär hos radiolyssnarna, inte bara bland barnen. Han fick utanför radion en egen vals komponerad till sin ära 1927 (Jerring skrev texten), och 1928 blev han till en tecknad serie i veckotidningen Vårt Hem. Jerring hade förmodligen det då aktuella stumfilmsparet Fyrtornet och Släpvagnen som förebild när han komponerade Efraims utseende, som skulle bilda en kontrast till hans egen långmagra gestalt.
Efraim Alexander förekom i radion fram till 1939, och 1944 återkom han i ett kort gästspel.

## I andra sammanhang
Efraim Alexander nämndes även i Hasse & Tages sång Donna Juanita 1969, och i filmen Anderssonskans Kalle från 1972.